# Linnaemya nonappendix
Linnaemya nonappendix är en tvåvingeart som beskrevs av Chao och Shi 1980. Linnaemya nonappendix ingår i släktet Linnaemya och familjen parasitflugor. Inga underarter finns listade i Catalogue of Life.